# Nîvî, Jovkva
Nîvî (în ucraineană Ниви) este un sat în comuna Potelîci din raionul Jovkva, regiunea Liov, Ucraina.

## Demografie
Componența lingvistică a localității Nîvî
     Ucraineană (100%)
Conform recensământului din 2001, toată populația localității Nîvî era vorbitoare de ucraineană (100%).